# 佐治·阿里臣
佐治·弗雷德里克·阿里臣（英語：George Frederick Allison，1883年10月24日—1957年3月13日）是一位英國足球記者和領隊。

## 外部連結
- By Jove, what a life!（页面存档备份，存于）